# Skogsmästare
Skogsmästare är en examen vid Sveriges lantbruksuniversitet (SLU) efter studier som ger teoretiska och praktiska kunskaper om skogsbruk. Examen omfattar 180 poäng. Som förkunskapskrav gäller gymnasieskolans naturbruksprogram med skoglig inriktning och minst 6 månaders skoglig praktik. För sökande med annan gymnasieutbildning finns möjlighet att gå en 1- årig behörighetsgivande preparandkurs. Skogsmästarutbildningen är förlagd till Skogsmästarskolan i Skinnskatteberg, där skogsmästare utbildats sedan 1945.
De viktigaste ämnena i utbildningen är skogsekologi med naturvård, skogsproduktion, skogsteknik m. driftsplanering, planläggningsteknik, träförädling och ekonomi. Under de två första åren läser alla studenter samma kurser i Skinnskatteberg, men under det sista året kan även kurser läsas vid andra institutioner inom SLU. Studenterna kan välja att fördjupa sig inom skogsskötsel eller välja kurser inom till exempel fastighetsekonomi eller jakt- och viltvård.

## Utbildning
Skogsmästarutbildningen leder till arbetsledande, planerande och rådgivande arbetsuppgifter inom skogsbruket. Viktiga arbetsgivare för skogsmästare är Skogsstyrelsen, skogsägareföreningar, skogsbolag och skogliga konsultföretag. Skogsmästare arbetar ofta med befattningar som planläggare, virkesköpare, avverkningsledare, skogsinspektorer eller skogsvårdskonsulenter. Andra exempel på arbetsuppgifter är som lärare vid naturbruksgymnasium eller som skogsvärderare och fastighetsmäklare.

### Utbildningskrav
Ämnena som krävs[Vilket år härrör kraven från?] för att bli godkänd för denna utbildning är Matematik 2a/2b/2c, Naturkunskap 2, Samhällskunskap 1b/1a1+1a2. Både skoglig grundutbildning och skoglig yrkeserfarenhet krävs för behörighet till skogsmästarprogrammet. Kravet på skoglig grundutbildning i naturbruksgymnasium är: godkänt resultat i dessa kurser: Motor och röjmotorsåg 1,Skogsskötsel 1,Virkeslära,Terrängtransporter, alternativt fordon och redskap, Virkestransporter med skotare.